# Anna Horynová
Anna Horynová (12. ledna 1898 Uhlířské Janovice-Bláto – 3. prosince 1976 Praha) byla česká vědkyně, pedagožka a spisovatelka.

## Životopis
Rodiče Anny byli Josef Horyna (1869–1913), správce statku Lichtenštejnů, a Františka Horynová, rozená Kolihová (1878–1964), svatbu měli 7. 11. 1896. Měla dvě sestry, Jiřinu Novotnou-Horynovou (1899–1968) a Jarmilu Bylinskou-Horynovou (1903).
Anna Horynová byla inženýrka a doktorka zemědělských věd, ředitelka dívčí zahradnické školy v Praze-Krči, jediné v Československu. Roku 1950 byla zvolena do Masarykovy akademie práce (MAP) nejmladší vědecké společnosti, spolu s Boženou Krchovou (jako jediné dvě ženy). MAP byla zrušena roku 1952 vznikem Československé akademie věd.
Přispívala do časopisů: Zahradní listy, Ovocný rozhlad, Pestrý týden, Čsl. zemědělec. V Praze XIV Krč bydlela v dívčí zahradnické škole.

## Dílo

### Spisy
- Příprava půdy, úspěch zahrádkáře – Praha: J. Plocek, 1936
- Zužitkování ovoce v domácnosti – Praha: Prometheus, 1936
- Konservování zeleniny v domácnosti – Praha: Český zkušební a výzkumný ústav pro domácí hospodaření, 1937
- Plná hnojiva – úspora v zahradě – Praha: České továrny na dusíkaté látky Hortus, 1939
- Účelné hospodářství v domácí zelinárně – Praha: Dům a zahrada
- Konservujeme zeleninu jednoduše a levně – Praha: Agrární nakladatelská společnost (ANS); Novina [distributor], 1941 — Brázda, 1947
- Zelinářská abeceda – Praha: Knihovna odborného listu "Dusík", 1943
- Zužitkování ovoce v domácnosti – Praha: ANS; Novina 1947
- Domácí užitková zahrada – Praha: Brázda, 1946
- Budeme zelinařit – Praha: Národní pozemkový fond, 1948
- Konservujeme ovoce – Praha: Brázda, 1948
- Zelinářství. Část 3, Zahradnictví – jazykové zpracování Vojtěch Buršík, Praha: Státní zemědělské nakladatelství (SZN), 1953 — Zeleninárstvo: Záhradníctvo. Časť 3. Bratislava: Slovenské pedagogické nakladatelstvo (SPN), 1954
- Zelinářství: Zahradnictví: učební text pro zemědělské technické školy, odbor pěstitelský. Část 3 – SZN, 1954
- Ovocnictví a zelinářství: učební text pro zemědělské mistrovské školy oboru pěstitelského, chmelařského, přadných rostlin a teplomilných rostlin – za vedení Anny Horynové napsali O. Boček, V. Braun, aj. Praha: SZN, 1955
- Botanika: učebný text pre dvojročné majstrovské školy zahradnícke – Miloš Burka, Anna Horynová, Lev Gutwirth; preložil Ján Kováč. Bratislava: SPN, 1956
- Atlas zahradnického nářadí. Učební text pro zemědělské mistrovské školy oboru zahradnického – Anna Horynová, Zdeněk Pilař. Praha: SZN, 1956 — Atlas záhradníckeho náradia. Učebný text pre poľnohospodárske majstrovské školy odboru záhradníckeho odboru – z češtiny Víťazoslav Hečko. Bratislava: Slovenské vydavateľstvo pôdohospodárskej literatúry (SVPL), 1956
- Osnovy kursu Zužitkování ovoce a zeleniny (pro lidové kursy domů osvěty a osvětových besed) – odborné části vypracovala Anna Horynová. Praha: SZN, 1957
- Mechanisace zahradnictví a zahradnické stavby: učebnice pro zemědělské mistrovské školy, pro zemědělské technické školy oboru zahradnického – A. Horynová, J. Luža, K. Štěpánek, V. Braun. Praha: SZN, 1958 — Mechanizácia zahradníctva a zahradnícke stavby; z češtiny Anton Krippel. Bratislava: SVPL, 1959
- Základy zahradnictví: učební text pro zemědělské technické školy – Ovocnictví: Květoslav Kumstýř, Zelinářství: Anna Horynová, Sadovnictví: František Jansa. Praha: SZN, 1958 — A kertészet alapjai: A mezőgazdasági müszaki iskolák tananyaga – A müeredeti címe fordították: Kardos O. Bratislava: SVPL, 1959 — Základy záhradníctva: učebný text pre poľnohospodárske technické školy – z českého originálu Peter Záruba a František Holec. Bratislava: SVPL, 1959
- Stanovení základních zásad praktického výcviku žactva a typisace školního statku pro zemědělské mistrovské školy zahradnické: 96.13. – Praha: ČSAZV, Komise pro zemědělské školství, 1959
- Zahradnictví: učebnice pro zemědělské učňovské školy oboru zahradnického. Díl 1, Ovocnictví – Zelinářství – napsal kolektiv za vedení Anny Horynové. Praha: SZN, 1959
- Zahradnická botanika: učební text pro zemědělské mistrovské školy oboru zahradnického – I.: Miloš Burka a Anna Horynová; předmluva Miroslav Konečný; Il.: Jaromír Zpěvák a Ladislav Urban. Praha: SZN, 1960 — Záhradnícka botanika: učebný text pre poľnohospodárske majstrovské školy – odbor záhradnícky. Bratislava: SPN, 1961
- Zahradnictví: učebnice pro zemědělské učňovské školy oboru zahradnického. Díl 2, Květinářství – Sadovnictví – napsal kolektiv za vedení Anny Horynové. Praha: SZN, 1960
- Rostlinná výroba: určeno pro posluchače dálkového studia Prací na školním pozemku na pedagogických institutech. 1. díl – Jitka Bednářová, Anna Horynová, Jan Macek. Praha: SPN, 1961 — Rastlinná výroba: určené pre poslucháčov dialkového štúdia – preložil Rudolf Herich a Augustín Murín. Bratislava: SPN, 1962
- Zahradnictví: učebnice pro zemědělská odborná učiliště a učňovské školy oboru zahradník – Praha: SZN, 1963 — Zahradníctvo: učebnice pre poľnohospodárska odborné učilištia a učňovské školy odbore záhradník – z češtiny František Záruba. Bratislava: SVPL, 1964
- Základy zahradnické výroby: učebnice pro zemědělská odborná učiliště a učňovské školy učebního oboru zahradník – Anna Horynová a kolektiv; předmluva Jaromír Harna. Praha: SZN, 1964 — Základy záhradníckej výroby – z češtiny Jaroslav Axamít. Bratislava: SVPL, 1965
- Obecná rostlinná výroba: pro posluchače studia základů zemědělské výroby na pedagogických fakultách – Anna Horynová, Jan Macek, Jitka Vodáková. Praha: SPN, 1965
- Základy zemědělské výroby: celostátní učebnice. Díl 2, Obecná rostlinná výroba – zpracovali Anna Horynová, Jan Macek, Jitka Vodáková; ilustrace Ladislav Urban. Praha: SPN, 1965
- Praktické zahradnictví. 1. sv, Květinářství-sadovnictví – Praha: SZN, 1966 — Praktické záhradníctvo: kvetinárstvo, sadovníctvo – preložili Štefan Labuš a Zoltán Lelkes. Bratislava: Príroda; SVPL, 1970
- Praktické zahradnictví. 2. sv, Ovocnictví-zelinářství – Praha: SZN, 1966 — Praktické zahradníctvo: ovocinárstvo: zeleninárstvo – preložil František Záruba. Bratislava: Príroda; SVPL, 1970
- Zahradnická botanika – Jan Florián, Anna Horynová. Praha: SZN, 1969
- Květinářství; Sadovnictví – Praha: SZN, 1969 — Kvetinárstvo, Sadovníctvo; preložil Zoltán Lelkes. Bratislava: Príroda, 1973
- Ovocnictví: Zelinářství – Praha: SZN, 1969 — Ovocinárstvo, Zeleninárstvo – Bratislava: Príroda, 1973
- Základy zahradnické výroby: učebnice pro zemědělská odborná učiliště oboru zahradník – Praha: SZN, 1971